# P-19 (radar)
Radarul P-19 (în rusă ”Дунай”, index GRAU - 1RL134, după clasificarea NATO ”Flat Face B”) este un radiotelemetru, sovietic exploatat din anul 1974 în fosta URSS. Radarul a fost și în înzestrarea țărilor fostului Tratat de la Varșovia, inclusiv în Armata României. Este în exploatare.

## Scurt istoric

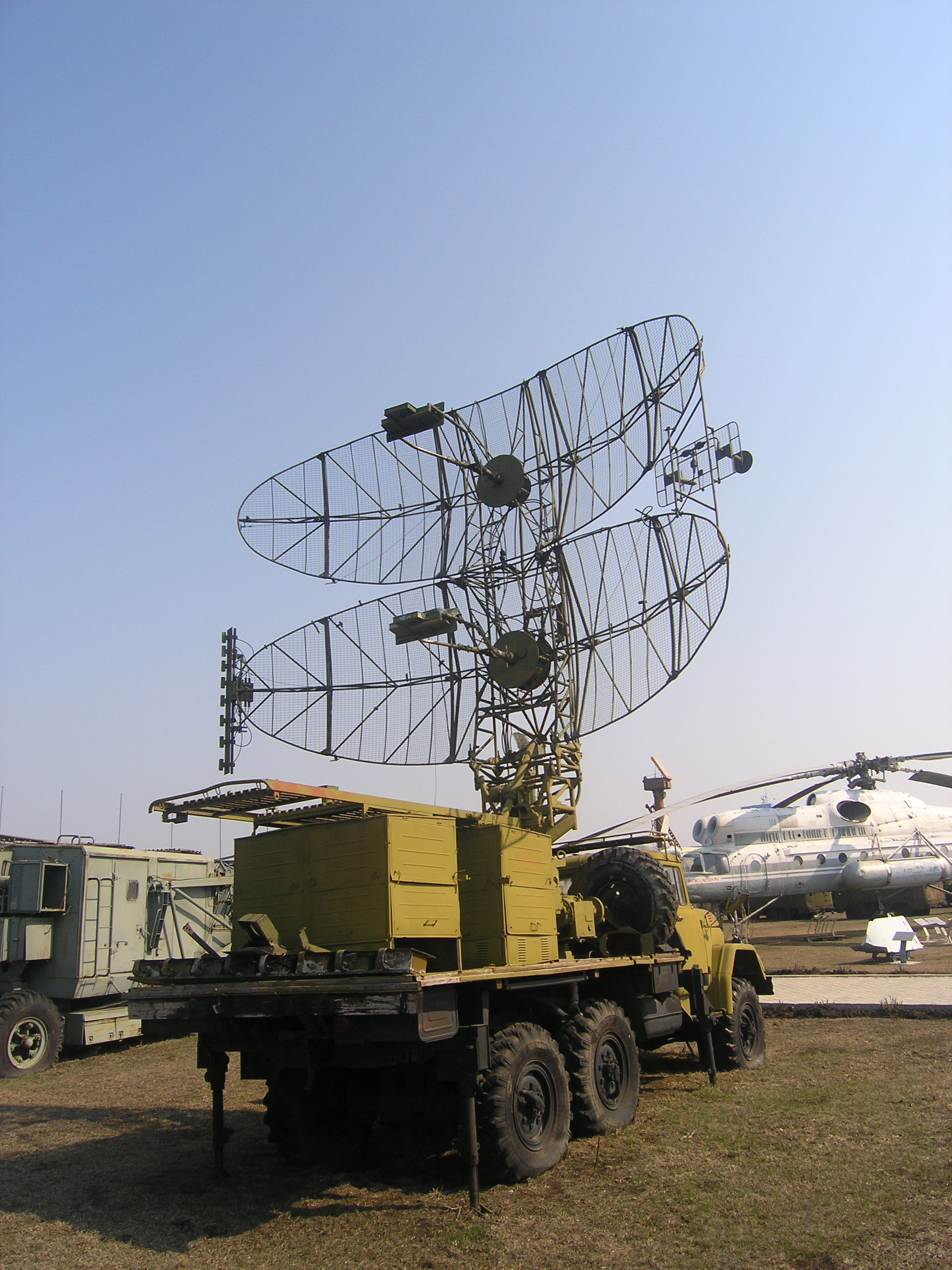
Radarul P-19

În anul 1970 s-au desfășurat experimentele cu radarul P-15NM, pe care s-a introdus suplimentar aparatura ”de pâlpâire” (intreruperea cu intermitență a emisiei radarului) și aparatura interogatorului terestru prin radiolocație (NRZ). La începutul anilor '70 Radarul P-15NM a făcut pași importanți pentru trecerea pe o nouă bază și a fost dotat cu noul NRZ (aparatura ”Parola” integrată pe radar). Ca rezultat această modernizare a radarului a primit denumirea P-19 (1RL134) și în anul 1974 a fost introdus în înzestrare. 

## Destinație
Radarul P-19 este destinat pentru descoperirea oportună și urmărirea mijloacelor aeriene, în limitele zonei de cercetare, determinarea apartenenței de stat și transmiterea coordonatelor (azimut și distanță) beneficiarilor de informații despre situația aeriană. 

## Scurtă descriere
Radarul este, în sine, o stație de radiolocație independentă, mobilă, determină două coordonate ale mijloacelor aeriene care evoluează la înălțimi mici și medii și lucrează în gama undelor decimetrice. Este amplasat în două mașini (ZIL 131).
- În prima mașină este dispusă aparatura de emisie-recepție, aparatura de protecție la bruiaj, aparatura indicatoare, aparatura de transmitere a informațiilor de radiolocație, aparatura de imitare, de transmisiuni și conjugare cu beneficiarii informațiilor de radiolocație, de control funcțional și aparatura interogatorului terestru prin radiolocație.
- În a doua mașină este dispusă instalația de antenă rotitoare și agregatele de alimentare cu energie electrică.

P-19 folosește două cadre deschise de antenă parabolică eliptică realizată atât la emisie cât și la recepție, fiecare antenă fiind alimentată printr-un singur fider de antenă. Radarul poate schimba rapid frecvența de lucru pe una din cele patru frecvențe presetate pentru a evita bruiajul activ iar bruiajul pasiv fiind eliminat de un filtru doppler coerent.
Pentru a se determina altitudinea de zbor a țintelor azimutul determinat este scanat mecanic cu un radioaltimetru PRV-11.

## Date tehnico-tactice
- distanța maximă de descoperire: 160 km;
- înălțimea maximă de descoperire: 6.000 m;
- frecvența de lucru: gama de unde decimetrice;
- frecvența de repetiție a impulsurilor: 500 și 750 Hz;
- puterea în impuls: 310 kW:
- sensibilitatea receptorului: 2 microvolți;
- lățimea diagramei de directivitate în plan orizontal: 4,5 grade;
- viteza de rotire a antenei: 5 și 10 ture pe minut;